# Galleri över länsvapen i Rumänien
Ett galleri med de vapen som förs av Rumäniens nuvarande län. Huvudstaden Bukarest utgör en separat enhet med likvärdig administrativ status som ett län.

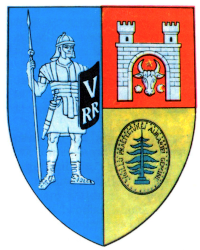
Alba
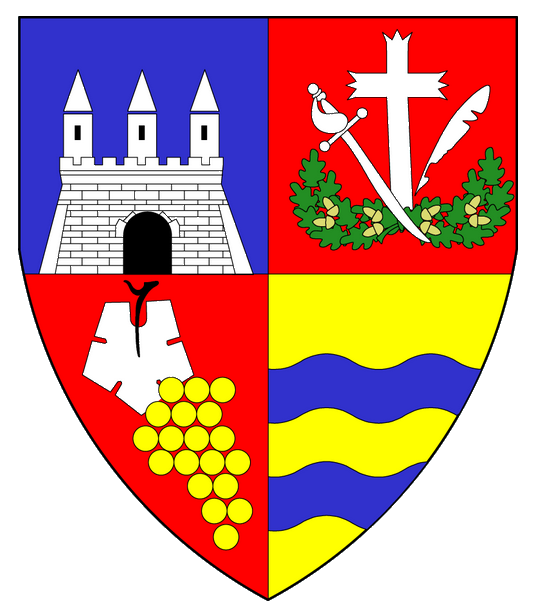
Arad
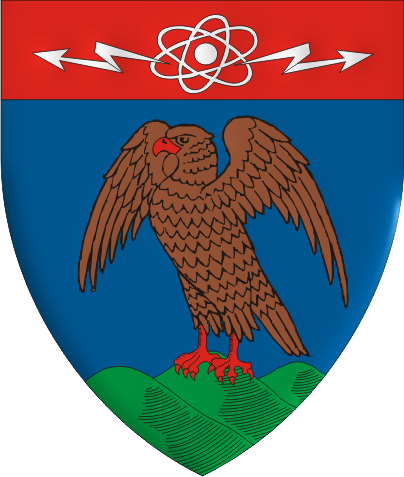
Argeș
Bacău
Bihor
Bistrița-Năsăud
Botoșani
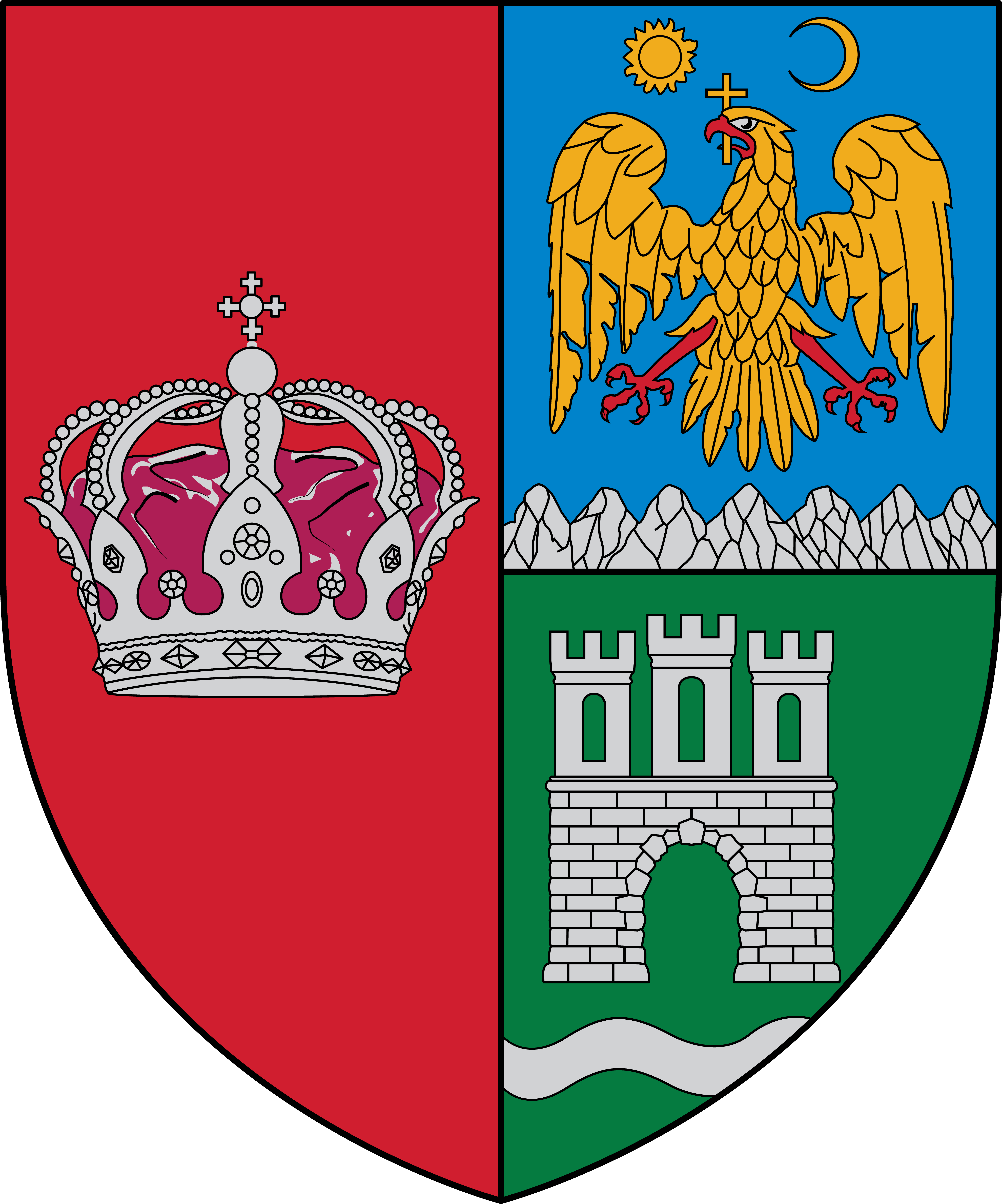
Brașov
Brăila
Bukarest
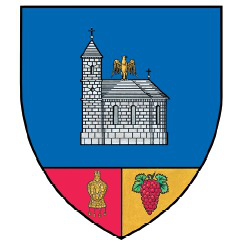
Buzău
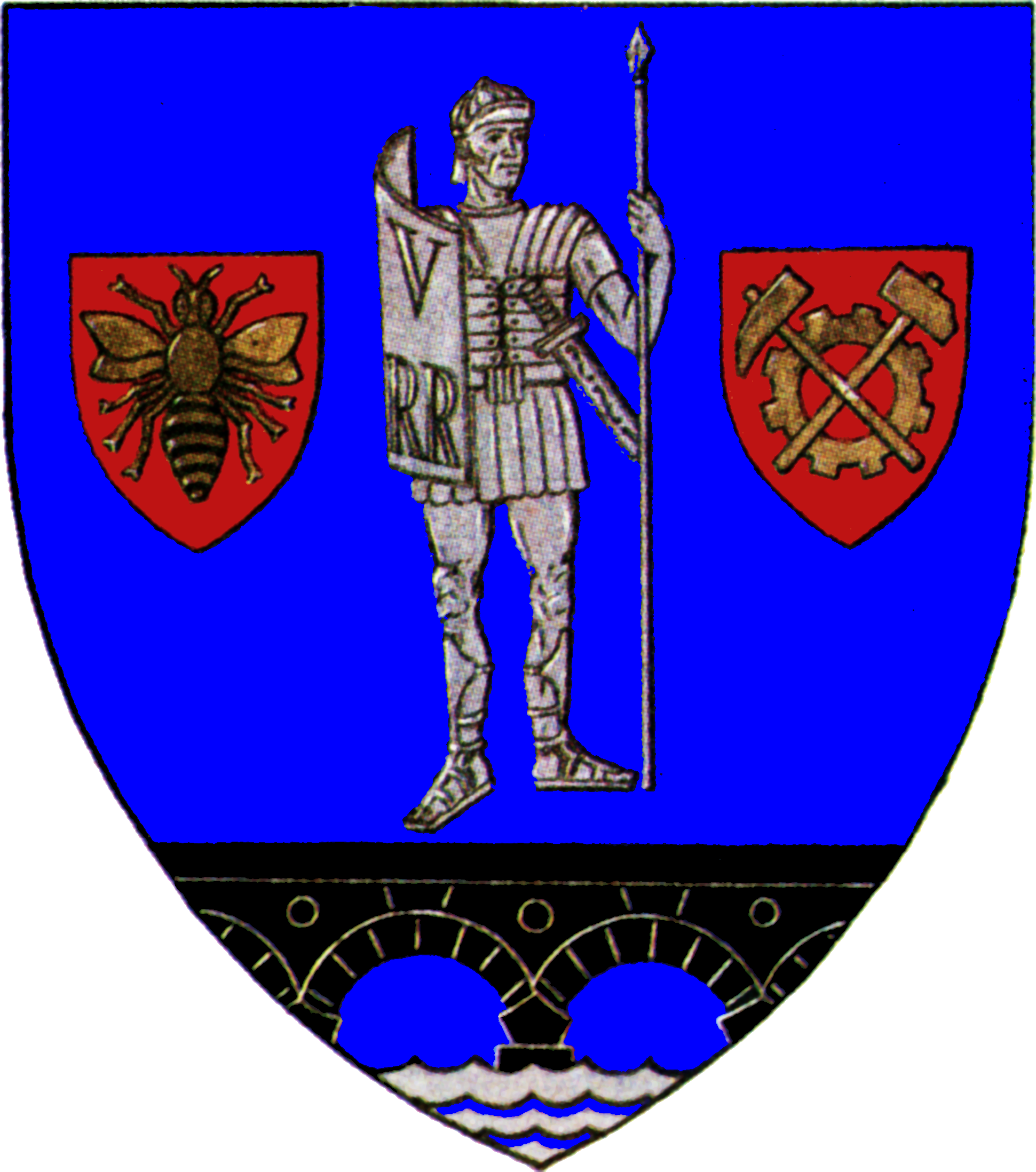
Caraș-Severin
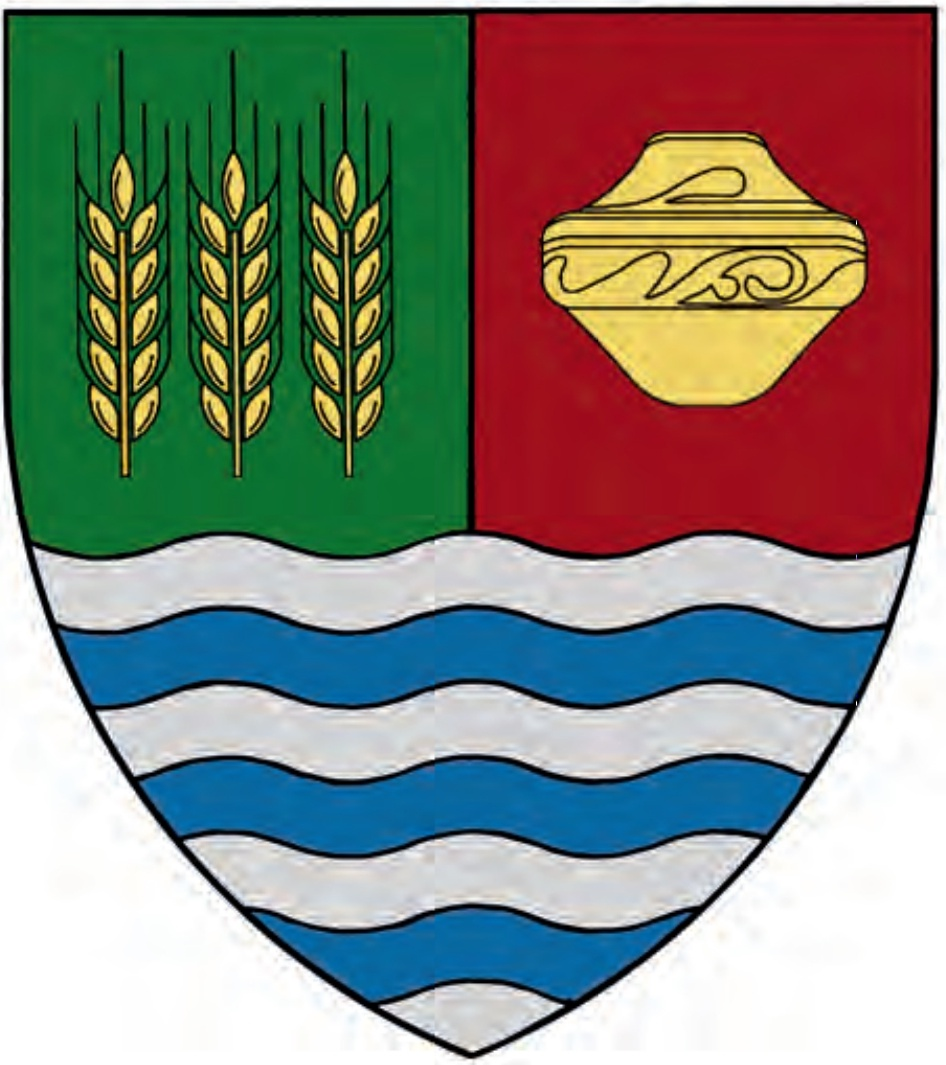
Călărași
Cluj
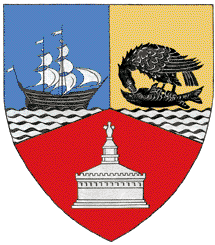
Constanța
Covasna
Dâmbovița
Dolj
Galați
Giurgiu
Gorj
Harghita
Hunedoara
Ialomița
Iași
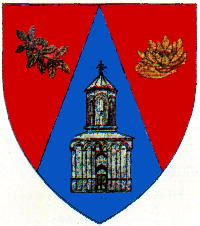
Ilfov
Maramureș
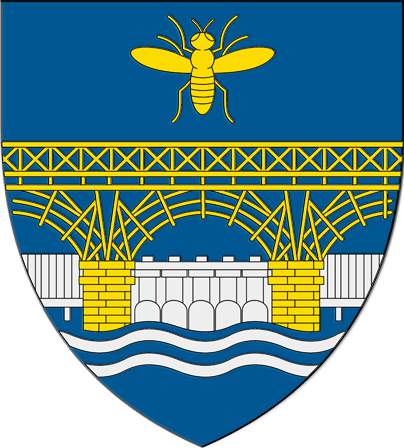
Mehedinți
Mureș
Neamț
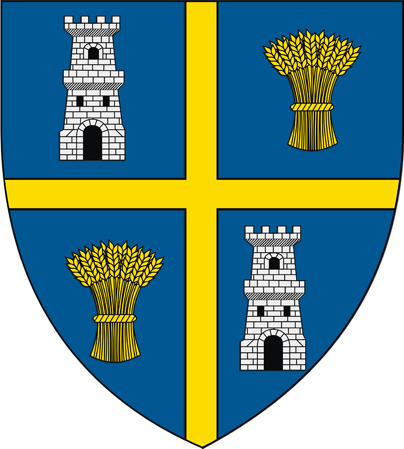
Olt
Prahova
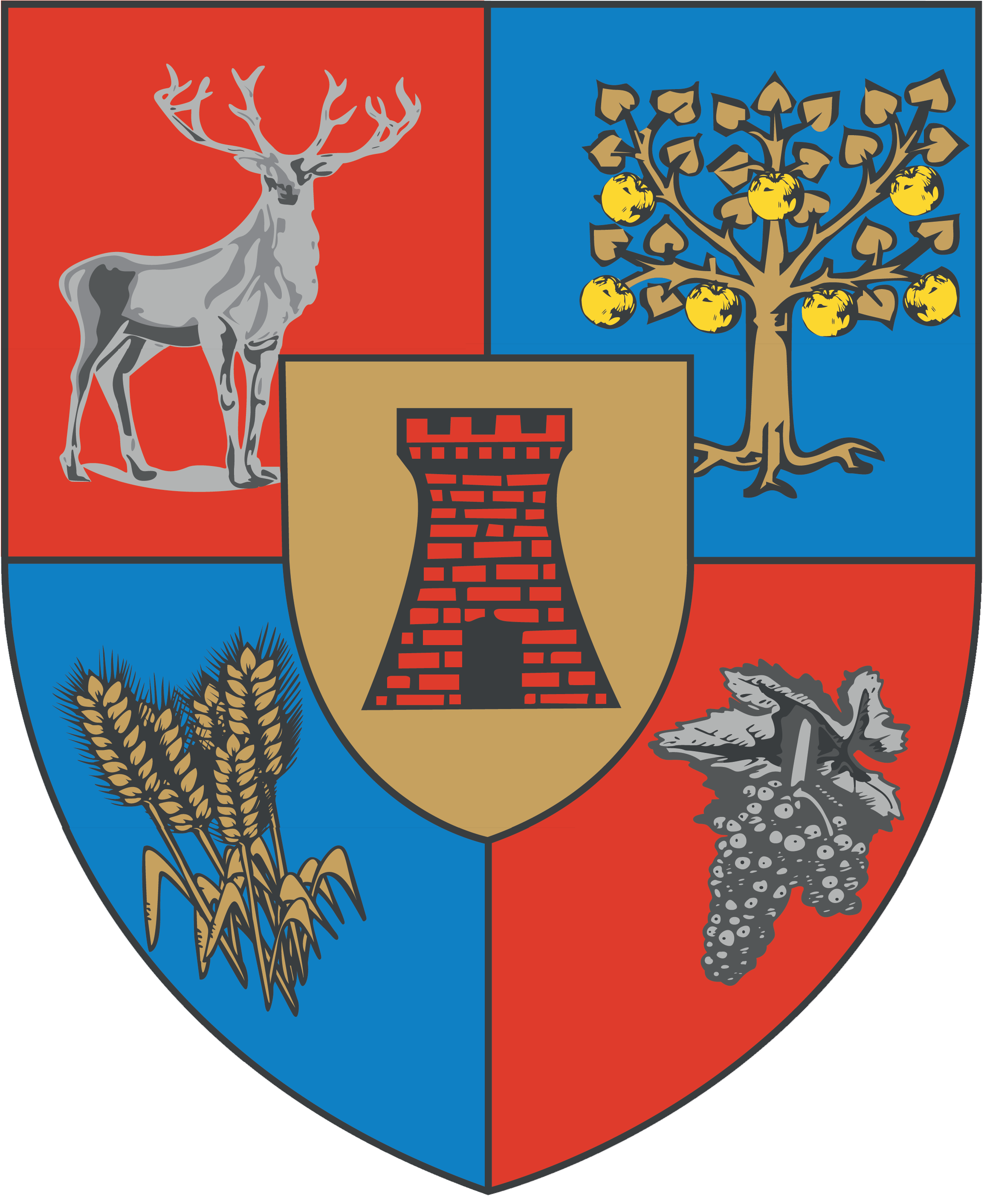
Satu Mare
Sălaj
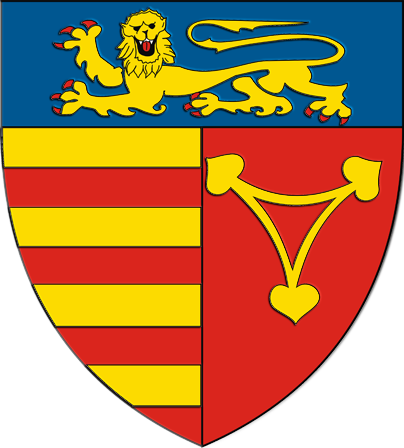
Sibiu
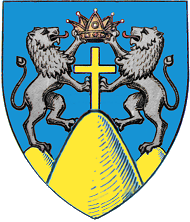
Suceava
Teleorman
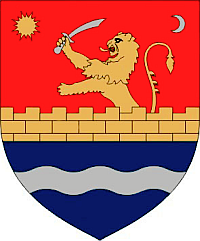
Timiș
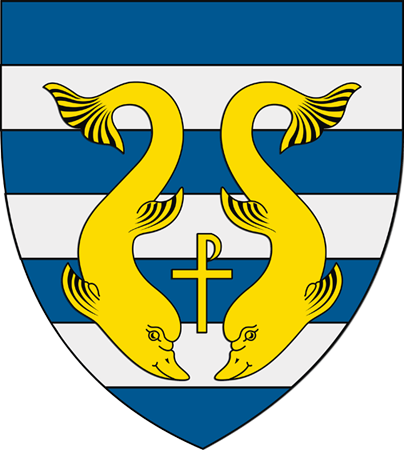
Tulcea
Vaslui
Vâlcea
Vrancea